# Zollchow (Nordwestuckermark)
Zollchow ist ein zum Ortsteil Röpersdorf/Sternhagen gehörender bewohnter Gemeindeteil der Gemeinde Nordwestuckermark im Landkreis Uckermark im Nordosten des Landes Brandenburg. Bis zum 1. Juli 1950 war der Ort eine eigenständige Gemeinde.

## Lage
Zollchow liegt im äußersten Südosten der Gemeinde Nordwestuckermark, ist sechs Kilometer Luftlinie von der Kreisstadt Prenzlau entfernt und liegt unmittelbar am Westufer des Unteruckersees. Umliegende Orte sind Röpersdorf im Norden, der Prenzlauer Ortsteil Seelübbe auf der anderen Seite des Unteruckersees im Osten, die zur Gemeinde Oberuckersee gehörenden Dörfer Berghausen im Südosten und Strehlow im Süden, Sternhagen im Südwesten sowie Schmachtenhagen im Westen.
Zollchow liegt an einem Abzweig der Kreisstraße 7320 zwischen Prenzlau und Potzlow. Die Bundesstraße 109 ist etwa vier Kilometer entfernt. Zu Zollchow gehören die Wohnplätze Charlottenhöhe, Hohenzollchow und Neu Zollchow.

## Geschichte

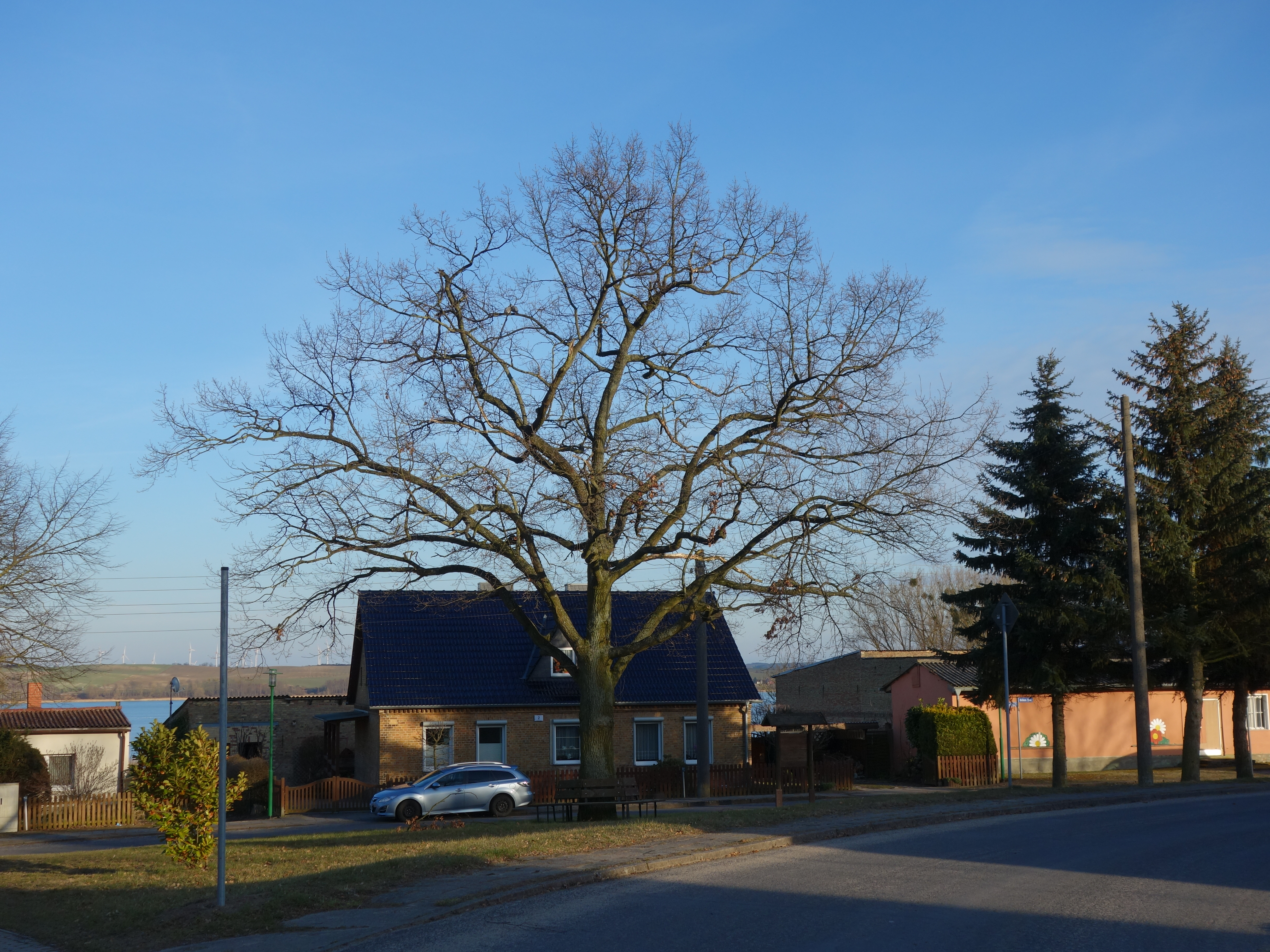
Dorfplatz mit Friedenseiche in Zollchow

Zollchow wurde im Jahr 1321 mit der Schreibweise Tzelchow erstmals urkundlich erwähnt. Der Ortsname lässt sich von dem slawischen Personennamen „Sulech“ ableiten. Der Ort wurde als Straßenangerdorf mit Dorfkirche und Gutshof angelegt. Im Verlaufe der Zeit änderten sich die Besitzverhältnisse auf dem Rittergut Zollchow häufig, Besitzer des Dorfes waren unter anderem die Adelsfamilien von Arnim, von Holtzendorff und von Kerkow.
Am 1. Juli 1950 wurde Zollchow nach Röpersdorf eingemeindet. Nach der DDR-Kreisreform im Juli 1952 gehörte der Ort zum Kreis Prenzlau im Bezirk Neubrandenburg. Seit der Wende und der brandenburgischen Kreisreform von 1993 liegt der Ort im Landkreis Uckermark. Am 1. Dezember 1997 schloss sich Röpersdorf mit dem benachbarten Sternhagen zur neuen Gemeinde Röpersdorf/Sternhagen zusammen, die wiederum am 1. November 2001 mit neun weiteren Gemeinden zur heutigen Gemeinde Nordwestuckermark fusionierte.

## Sehenswürdigkeiten
- Die evangelische Dorfkirche Zollchow ist ein kleiner Saalbau aus Feldstein, der im Zuge der Dorfgründung in der zweiten Hälfte des 13. Jahrhunderts erbaut wurde. Die Fenster wurden nachträglich spitzbogig vergrößert, der Dachturm wurde 1694 angebaut. Die Kirche ist mit einem Kanzelaltar aus dem 18. Jahrhundert sowie einer neugotischen Orgel des Orgelbauers C. Schultze ausgestattet. Die Kirche wurde 2009 restauriert.[4]

## Einwohnerentwicklung
| Jahr | Einwohner |
| ---- | --------- |
| 1875 | 221       |
| 1890 | 180       |
| 1910 | 179       |

| Jahr | Einwohner |
| ---- | --------- |
| 1925 | 241       |
| 1933 | 209       |
| 1939 | 196       |

| Jahr | Einwohner |
| ---- | --------- |
| 1946 | 303       |

Gebietsstand des jeweiligen Jahres

## Persönlichkeiten
- Lothar Roeßler (1907–1990), Gymnasiallehrer, Biologe und Organist; in Zollchow geboren